# Tassos Spiliotopoulos
Tassos Spiliotopoulos (Anastasios Spiliotopoulos), född 1978 i Aten, är en grekisk gitarrist, kompositör och arrangör. 

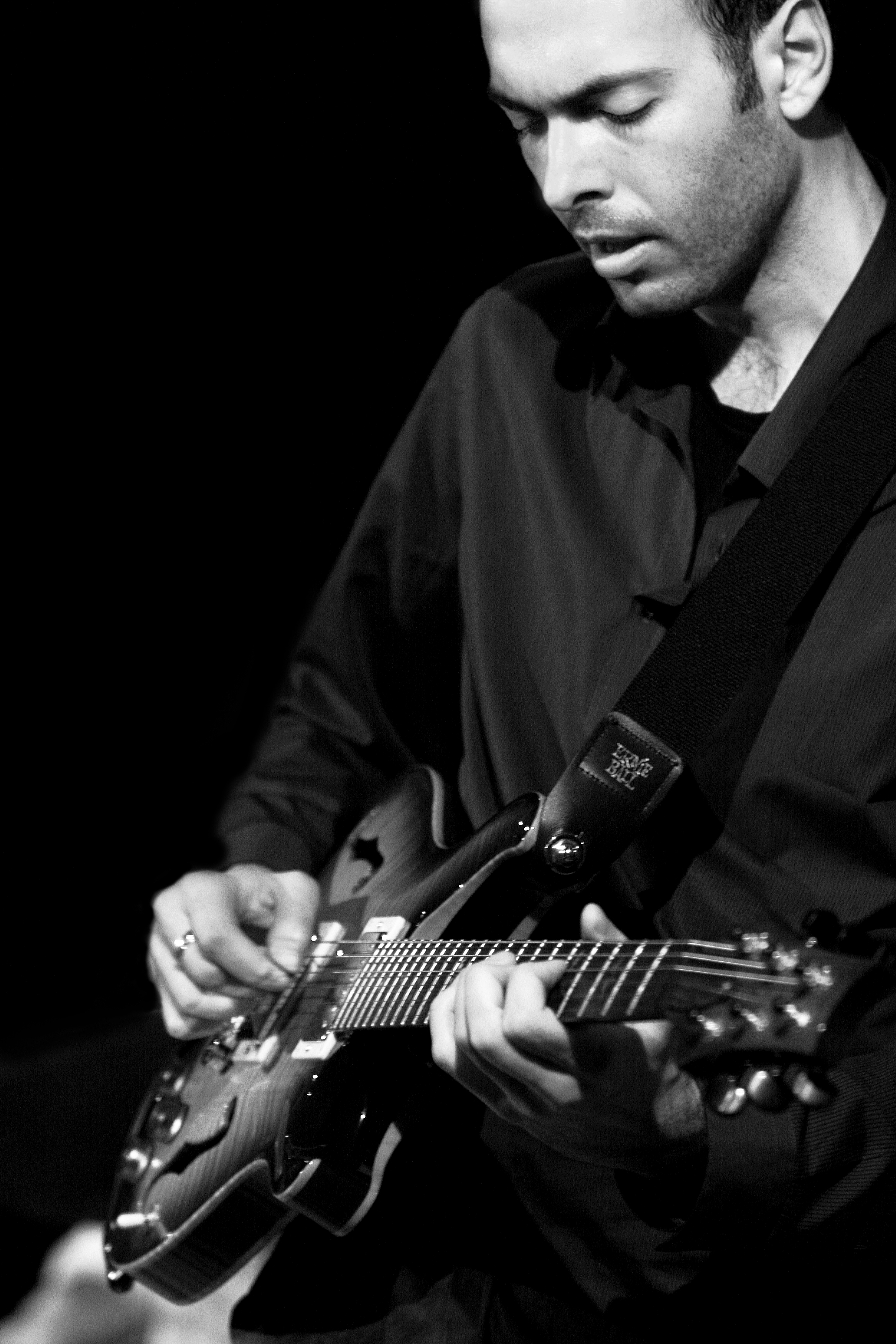
Tassos Spiliotopoulos

 Han tillbringade tolv år i London, 2000–2012, och är sedan 2013 bosatt i Stockholm. Under sin tid i London blev Tassos en del av den brittiska jazzscenen och arbetade med många av landets främsta musiker inklusive Kenny Wheeler, Asaf Sirkis, Yaron Stavi, Gary Husband, John Parricelli, Mike Outram och John Etheridge.
I London studerade han vid Guildhall School of Music and Drama  och Trinity College of Music.
Tassos Spiliotopoulos första album "Wait For Dusk" släpptes av Konnex Records 2006.
Tassos andra album "Archipelagos" släpptes 2010 på F-IRE Records och bjöd på gästartisterna Kenny Wheeler och John Parricelli. 
År 2016 släpptes Tassos tredje album "In the North" med medmusiker Örjan Hultén, Fredrik Rundqvist, Palle Sollinger. I likhet med Tassos Spiliotopoulos tidigare album, bygger musiken vidare inom genren modern jazz, men den här gången med ytterligare influenser från grekisk folkmusik, filmmusik, flamenco, blues och fusion.

## Diskografi

### Som bandledare
2021 S.E.V. Trio - Far from Close
2021 Tassos Spiliotopoulos - Solitude
2016 Tassos Spiliotopoulos - In the North
2010 Tassos Spiliotopoulos - Archipelagos 
2006 Tassos Spiliotopoulos Quartet - Wait for Dusk

### Som sideman
2018 Jenny Holmgren - Secret About You  
2013 Jenny Holmgren - It's Like You Carry Wings  
2013 Asaf Sirkis Trio - Shepherd's Stories 
2010 Asaf Sirkis Trio - Letting Go 
2008 Asaf Sirkis Trio - The Monk 
1996 Flames - In Agony Rise